# Antimitrella laxa
Antimitrella laxa är en snäckart som beskrevs av Powell 1937. Antimitrella laxa ingår i släktet Antimitrella och familjen Columbellidae. Inga underarter finns listade i Catalogue of Life.